# Hechtioideae
Hechtioideae je potporodica tamjanikovki iz Srednje Amerike i Meksika. Sastoji se od jednog roda, sa ukupno 95 vrsta.

## Rodovi
Subfamilia Hechtioideae Givnish
1. Hechtia Klotzsch (92 spp.)
2. Bakerantha L. B. Sm. (5 spp.)
3. Mesoamerantha I. Ramírez & K. J. Romero (3 spp.)